# Судьбин, Павел Иванович
Павел Иванович Судьбин (24 сентября 1895 — 31 марта 1990) — генерал-лейтенант инженерных войск, начальник Инженерного Управления ВМФ.

## Начальная биография
Из крестьянской семьи. Первоначальное образование получил в Костромском нижнем химико-технологическом училище имени Ф. В. Чехова.

## Первая мировая война
19 мая 1915 года Павел Судьбин был призван в ряды императорской армии. 17 октября 1915 года назначен в 7-й запасной саперный батальон. 23 декабря 1915 года окончил курс саперного класса. 7 сентября 1916 года присвоено звание ефрейтора. 10 октября 1916 года откомандирован в Московскую школу прапорщиков. 5 декабря 1916 года произведен в чин младшего унтер-офицера. 11 февраля 1917 года окончил школу по 1-му разряду с присвоением чина прапорщика и назначением в 88-й запасной пехотный полк.

## Служба в Красной Армии
17 сентября 1918 года бывший царский прапорщик Судьбин вступил добровольно в РККА и был назначен заведующим саперной командой Галичского полка. В октябре 1918 года назначен командиром роты Воронежского запасного полка. В июне 1919 года назначен командиром саперной роты 40-го стрелкового полка. В октябре 1920 года временно исполнял обязанности дивизионного инженера 2-й Донской стрелковой дивизии. В апреле 1922 года командовал саперной ротой и временно исполнял обязанности дивизионного инженера 37 дивизии Северо-Кавказского ВО. В сентябре 1924 года назначен дивизионным инженером 33-й стрелковой дивизии.
В 1925-1930 годах Судьбин обучался в Военно-Технической академии. 
С 1930 года военный инженер Судьбин преподавал в Военно-инженерной академии РККА. После окончания в июле 1932 года адъюнктуры Военно-технической академии был назначен начальником отделения Военно-инженерной академии. После окончания в мае 1935 года курсов усовершенствования командного состава при Военно-Воздушной академии РККА был назначен начальником отделения ВВС командного факультета Военно-Инженерной академии РККА. В 1936 году Судьбину присвоено звание военинженер 1-го ранга. В ноябре 1936 года он был назначен начальником Инженерно-командного факультета Военно-Инженерной академии РККА.
В феврале 1938 года Судьбин назначен начальником Инженерного Управления ВМФ. 27 июля 1938 года присвоено звание комбриг. В 1940 году присвоено звание генерал-майора инженерных войск.

## Великая Отечественная война
В годы войны умело руководил Инженерным Управление Военно-Морского флота, осуществлял руководство строительством береговых сооружений.
В июле 1942 года «за образцовое выполнение заданий Командования в обеспечении действующих флотов в борьбе с немецкими захватчиками» генерал-майор Судьбин был награжден орденом Отечественной войны I степени. 22 января 1944 года ему было присвоено звание генерал-лейтенанта инженерных войск.
5 ноября 1944 года «за образцовое выполнение заданий командования» награжден орденом Красного Знамени.
«За долголетнюю безупречную службу» генерал-лейтенант Судьбин был награжден орденом Красного Знамени и орденом Ленина.
26 июня 1945 года «за образцовое выполнение боевых заданий командования» награжден орденом Нахимова I степени.
С 1954 г. в отставке.
Умер в 1990 г. Похоронен на Введенском кладбище (29 уч.).